# 17148 Arifirester
A 17148 Arifirester (ideiglenes jelöléssel (17148) 1999 JJ105) a Naprendszer kisbolygóövében található aszteroida. A LINEAR projekt keretében fedezték fel 1999. május 12-én.